# 嗜中性白血球低下
嗜中性白血球低下症（Neutropenia 或 Neutropaenia），是血液中的嗜中性球數量低於正常值的血液系統疾病。嗜中性球為數量最多的白血球，透過破壞細菌、細菌碎片和血液中與抗體結合的病毒，作為對抗感染的主要防護。其特徵是白血球中的嗜中性球數量過低。嗜中性白血球低下症患者的臨床特徵差異很大，可能完全沒有症狀，但更容易受到細菌感染，如沒有及時就醫，病情可能演變成為危及生命的「嗜中性球減少敗血症」，或可能有嚴重的感染，造成嚴重的併發症甚至死亡。
嗜中性白血球低下症可以是急性（臨時）或慢性（長期）的，這個名稱有時會跟白血球減少症（Leukopenia）互換使用。

## 定義
人類周邊血液中，白血球數目的總數乘以嗜中性白血球所佔的比例，即為嗜中性白血球的數目。例如白血球的總數是{\textstyle 6000/mm^{3}}，乘以嗜中性白血球的比例是60%，嗜中性白血球的數目就是 {\textstyle 3600/mm^{3}}。嗜中性白血球的數目若低於 {\textstyle 1500/mm^{3}}，稱為輕度嗜中性白血球低下(mild neutropenia)。嗜中性白血球的數目若低於 {\displaystyle 1000/mm^{3}}，稱為中度嗜中性白血球低下(moderate neutropenia)。嗜中性白血球的數目若低於 {\textstyle 500/mm^{3}}，稱為重度嗜中性白血球低下(severe neutropenia)。 在西元 1966 年，Bodey 等人證實嗜中性白血球減少的程度以及減少持續的時間和造成感染的風險有直接相關 。

## 症狀
嗜中性白血球低下症的症狀包括：發燒、吞嚥痛、牙齦痛、皮膚膿瘍、耳炎。這些症狀的出現表明患者受到感染。兒童患者可能會出現應激性及吞嚥困難，部分患者也有低血壓的症狀。

## 原因
嗜中性白血球低下症的成因大致可分為慢性及短暫性，原因可分為：
- 長期：
  - 再生不良性貧血
  - 肝醣儲積症
  - 科恩綜合症
  - 先天性障礙免疫疾病
  - 巴氏症候群
  - 维生素B12缺乏症
  - 皮爾森綜合症（英语：Pearson syndrome）
  - HPS5綜合症
- 短暫性：
  - 傷寒
  - 結核
  - 巨細胞病毒
  - 丙硫氧嘧啶（治療甲狀腺功能亢進的硫代酰胺藥物）
  - 左旋咪唑（一種抗生素）
  - 青黴胺
  - 複方新諾明
  - 氯氮平
  - 丙戊酸
  - 氨替比林

革蘭氏陽性菌有60%至70%存在於細菌性感染，其中抗藥性微生物感染受到特別關注，包括耐甲氧西林金的黃色葡萄球菌（MRSA）及耐萬古黴素腸球菌（VRE）。
先天性嗜中性白血球減少的其他原因是Shwachman-Diamond綜合症，嗜中性白血球減少症的循環、骨髓衰竭綜合症、網狀組織發育不全、和巴特綜合症等。病毒感染中性白血球的祖細胞也可以是嗜中性白血球減少的原因。確定了對嗜中性球的作用病毒是風疹和巨細胞病毒。
常見可能原因包括：嚴重細菌或病毒感染、葉酸或維生素B12的營養缺乏、藥物造成的骨髓造血機能障礙、自體免疫疾病、血液腫瘤疾病、腫瘤病患在化學治療後、以及少數先天性嗜中性白血球低下的疾病。

### 嚴重細菌或病毒感染造成的嗜中性白血球低下
造成嗜中性白血球低下的最常見原因是感染，嚴重細菌感染時，嗜中性白血球會大量消耗，造成過渡性的嗜中性白血球低下。常見細菌感染包括：格蘭氏陰性細菌、傷寒(typhoid fever)、副傷寒(para-typhoid fever)、結核菌(tuberculosis)。病毒感染可能是影響細胞激素，或是影響骨髓造血機能造成嗜中性白血球低下。 常見病毒包括巨細胞病毒(Cytomegalovirus)、EB病毒(Epstein-Barr Virus)、肝炎病毒(hepatitis virus)、人類免疫不全病毒(Human immunodeficiency virus)、流行性感冒病毒(influenza A and B virus)等等。

### 藥物造成的骨髓造血機能障礙
造成嗜中性白血球低下，第二常見的原因是藥物，西元1931年 Kracke 首先發現止痛藥氨替比林會造成嗜中性白血球低下。常見造成嗜中性白血球低下的藥物如止痛抗發炎藥物(anti-inflammatory agent)、精神科用藥(anti-psychotic agent)、抗生素(antibiotics)如氯黴素(Chloramphenicol)、抗癲癇藥物(anticonvulsant)如phenytoin、valproic acid、抑制甲狀腺用藥(anti-thyroid agent)、心血管疾病用藥 ticlopidine等。

### 葉酸或維生素B12的營養缺乏
人體內葉酸或維生素B12和細胞DNA合成有關，葉酸缺乏或維生素B12攝取不足會導致骨髓造血機能障礙，造成白血球、紅血球、和血小板低下。

### 自體免疫疾病
自體免疫疾病造成的嗜中性白血球低下，主要是因為體內產生會攻擊嗜中性白血球的抗體。導致嗜中性白血球的破壞。 如全身紅斑性狼瘡、類風濕性關節炎。

### 血液腫瘤疾病
血液腫瘤疾病造成的骨髓造血機能障礙，如白血病，再生不良性貧血。

### 腫瘤病患在化學治療後
大部份腫瘤病患在傳統化學治療後，約7到14天後會發生嗜中性白血球低下的情況，如果骨髓造血機能正常，嗜中性白血球之後會漸漸恢復，常見藥物包括Cyclophosphamide, adriamycin, cisplatin, methotrexate等等。 

### 先天性嗜中性白血球低下的疾病
週期性嗜中性白血球低下(cyclic neutropenia)，五十年前由瑞典小兒科醫師Rolf Kostmann首先報告，嬰兒發生嗜中性白血球低下的病例。又稱為Kostmann disease。先天性嗜中性白血球低下的疾病可能是基因GFI1 , ELA2(Neutrophil elastase2)， HAX1  的缺陷。

## 臨床特徵
嗜中性白血球低下時，容易遭受到細菌感染。嗜中性白血球數目越低，發生時間越長，受細菌感染的機會越大。嗜中性白血球數目小於100/mm3，連續大於10天以上，受黴菌感染的機會也會增加。

## 治療
使用G-CSF(顆粒球造血生長刺激因子)或GM-CSF，它能調控造血幹細胞的增殖，分化和功能，並增加周邊血液中的嗜中性白血球之數量。